# Patryk Grzegorzewicz
Patryk Grzegorzewicz (* 26. Mai 2002 in Racibórz) ist ein polnischer Leichtathlet, der sich auf den Sprint spezialisiert hat.

## Sportliche Laufbahn
Erste internationale Erfahrungen sammelte Patryk Grzegorzewicz im Jahr 2018, als er bei den U18-Europameisterschaften in Győr der polnischen Sprintstaffel (1000 Meter) zum Finaleinzug verhalf und damit am Gewinn der Bronzemedaille beteiligt war. Im Jahr darauf gewann er beim Europäischen Olympischen Jugendfestival (EYOF) in Baku in 47,91 s die Silbermedaille im 400-Meter-Lauf und siegte in 1:43,39 min in der Sprintstaffel. 2021 belegte er bei den U20-Europameisterschaften in Tallinn in 47,10 s den siebten Platz über 400 Meter und gelangte mit der 4-mal-400-Meter-Staffel mit 3:09,19 min auf Rang sechs. Anschließend schied er bei den U20-Weltmeisterschaften in Nairobi mit 47,80 s in der ersten Runde über 400 Meter aus und belegte mit der Männerstaffel in 3:09,74 min den sechsten Platz. Zudem gewann er mit der Mixed-Staffel in 3:19,80 min die Silbermedaille. 2023 belegte er mit der Männerstaffel bei den U23-Europameisterschaften in Espoo in 3:03,79 min den vierten Platz und anschließend gewann er bei den World University Games in Chengdu in 3:05,10 min die Silbermedaille hinter dem türkischen Team. Im Jahr darauf verpasste er bei den Hallenweltmeisterschaften in Birmingham mit 3:06,74 min den Finaleinzug und anschließend kam er bei den World Athletics Relays zum Einsatz. Auch bei den World Athletics Relays in Guangzhou startete er in der 4-mal-400-Meter-Staffel. Im Juli kam er bei den World University Games 2025 in Bochum in der Männerstaffel und in der Mixed-Staffel über 4-mal 400 Meter zum Einsatz und trug damit jeweils zum Gewinn der Goldmedaille bei. Zudem belegte er mit der 4-mal-100-Meter-Staffel in 39,81 s den siebten Platz.
2024 wurde Grzegorzewicz polnischer Meister in der 4-mal-400-Meter-Staffel.

## Persönliche Bestzeiten
- 100 Meter: 10,40 s (+1,3 m/s), 14. Juni 2025 in Łódź
  - 60 Meter (Halle): 6,75 s, 9. Februar 2025 in Spała
- 200 Meter: 21,74 s (+0,1 m/s), 25. Juni 2018 in Włocławek
  - 200 Meter (Halle): 22,18 s, 27. Januar 2019 in Toruń